# 塞尔河畔比亚尔
塞尔河畔比亚尔（法語：Biars-sur-Cère，法語發音：[bjaʁ syʁ sɛʁ]）是法国洛特省的一个市镇，属于菲雅克区。

## 地理
塞尔河畔比亚尔（44°55'41"N, 1°50'50"E）面积3.63 平方千米，位于法国奧克西塔尼大區洛特省，该省份为法国西南部内陆省份，北起顺时针与科雷兹省、康塔爾省、阿韦龙省、塔恩-加龙省、洛特-加龍省和多尔多涅省接壤。
与塞尔河畔比亚尔接壤的市镇（或旧市镇、城区）包括：布勒特努、塞尔河畔加尼亚克、日拉克、格拉讷。

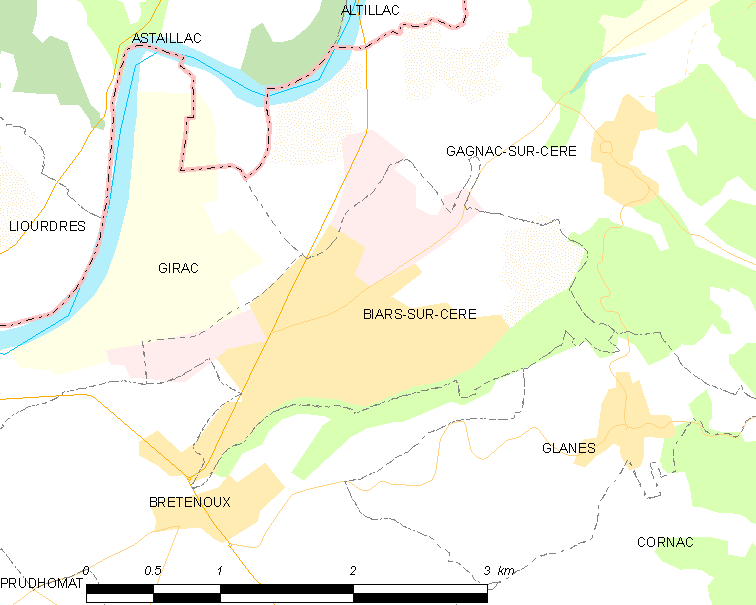
塞尔河畔比亚尔的OSM定位图

塞尔河畔比亚尔的时区为UTC+01:00、UTC+02:00（夏令时）。

## 行政
塞尔河畔比亚尔的邮政编码为46130，INSEE市镇编码为46029。

## 政治
塞尔河畔比亚尔所属的省级选区为塞尔-塞加拉县。

## 人口

1962-2008年间塞尔河畔比亚尔人口变化图示

塞尔河畔比亚尔于2022年1月1日时的人口数量为1968人。